# 華強南駅
華強南駅（かきょうみなみえき、中文表記: 华强南站、英文表記: Huaqiang South Station）は、中華人民共和国深圳市福田区に位置する深圳地下鉄7号線（西麗線）及び11号線（機場線）の駅である。

## 駅構造
島式ホーム1面2線の地下駅である。
- 地铁7号线站点介绍
- 7号线站点 深圳新闻网

## 隣の駅
■7号線
赤尾駅 - 華強南駅 - 華強北駅
■11号線
福星駅 - 華強南駅